# Консейо (мис)
18°27′27″ пн. ш. 88°17′46″ зх. д. / 18.45750° пн. ш. 88.29611° зх. д.
Мис Консейо (англ. Punta Consejo) — мис на півострові Юкатан в Белізії і в акваторії Карибського моря.

## Географія
Мис Консейо знаходиться в Карибському морі, зокрема в його затоці-бухті Четумаль на узбережжі Белізу, країни Латинської Америки. Ця частинка суходолу, адміністративно приналежна до округу Коросаль і розташована на його береговій лінії та є крайньою північно-східною точкою, топографічним орієнтиром-координатою на півночі країни.